# Csinos rétisáska
A csinos rétisáska (Chorthippus albomarginatus) a sáskafélék családjába tartozó, Eurázsiában honos sáskafaj.

## Megjelenése
A csinos rétisáska testhossza a hím esetében 13-15 mm, a nőstény 18-23 mm. Kis termetű, karcsú alkatú faj. Alapszíne halvány, a környezetbe beleolvadó okkersárgás-barnás, szürkés, ritkábban zöldes (ebben az esetben is gyakran csak a hát zöld, az oldala barnás, szürkés). A hátsó térd színe megegyezik a lábszár színével. A hím potroha soha nem pirosas. A nőstény szárnyának alsó szélén gyakran egy világos csík húzódik. A torpajzs élei nagyjából párhuzamosak és egyenes lefutásúak, csak hátul ívelnek kissé kifelé. A szárnyak nagyjából a térdig érnek vagy kissé túlnyúlnak rajta. 
Ciripelése halk, nem feltűnő. Éneke szabályos, fél másodperc hosszú strófákból áll, melyeket 2-4 másodperces szünetekkel 2-5 alkalommal ismétel. Mindegyik strófa egy feltűnően erős cirpeléssel kezdődik és hirtelen marad abba. 

### Hasonló fajok
Az Osche-rétisáska, a hátas rétisáska, a rövidszárnyú rétisáska és a karcsú rétisáska hasonlít hozzá.

## Elterjedése
Eurázsia mérsékelt övi régióiban honos, a Pireneusoktól egészen Kelet-Kínáig. Nyugat- és Közép-Európában gyakoribb, Ausztriától keletre inkább Osche-rétisáska váltja. Inkább síkvidéki faj, ritkán hatol 1000 méternél magasabbra. Magyarországi előfordulása bizonytalan, mert régebben nem különítették el az Osche-rétisáskától, ami valószínűleg gyakoribb nálunk és talán hibridizálódik is a csinos rétisáskával. 

## Életmódja
Nedves, üde rétek, kaszálók, legelők sáskája. Parlagokon, utak mentén, valamint kertek és parkok gyepén is előfordul, pedig az utóbbiakat a legtöbb sáska elkerüli. Az alsó gyepszintben él. Füvek és lágyszárú növények leveleivel táplálkozik.  
Kifejlett egyedeivel júliustól októberig találkozhatunk. A nőstény a laza talajba vagy a fűcsomók tövébe rakja petéit. Az áttelelő petékből május végén kelnek ki a lárvák, amelyek négyszer-ötször vedlenek.

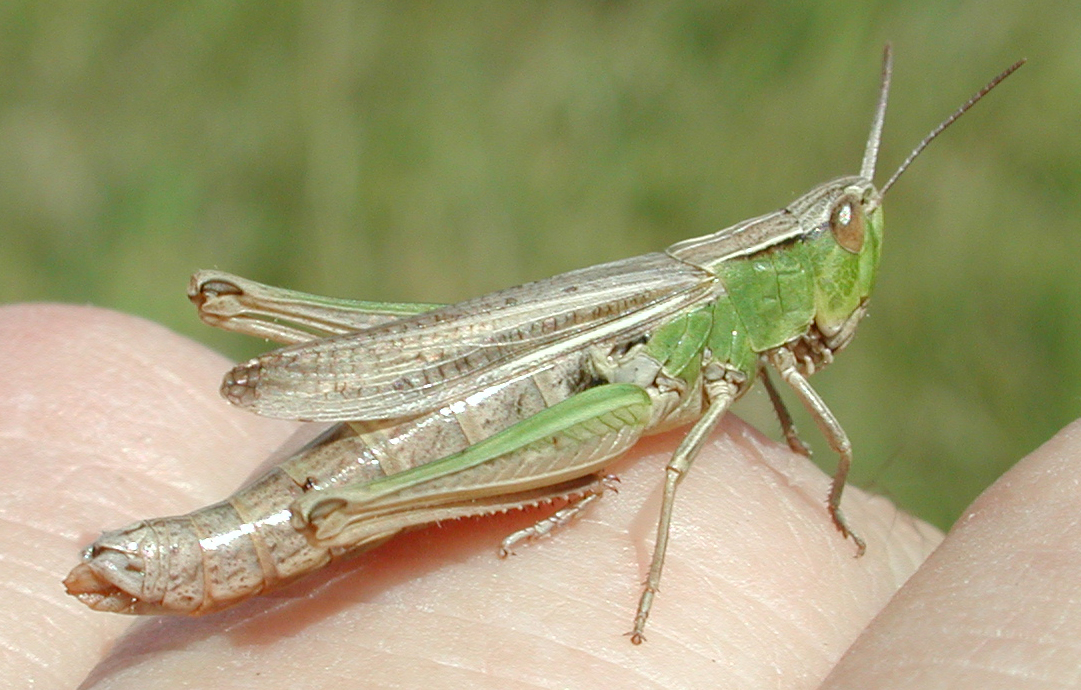
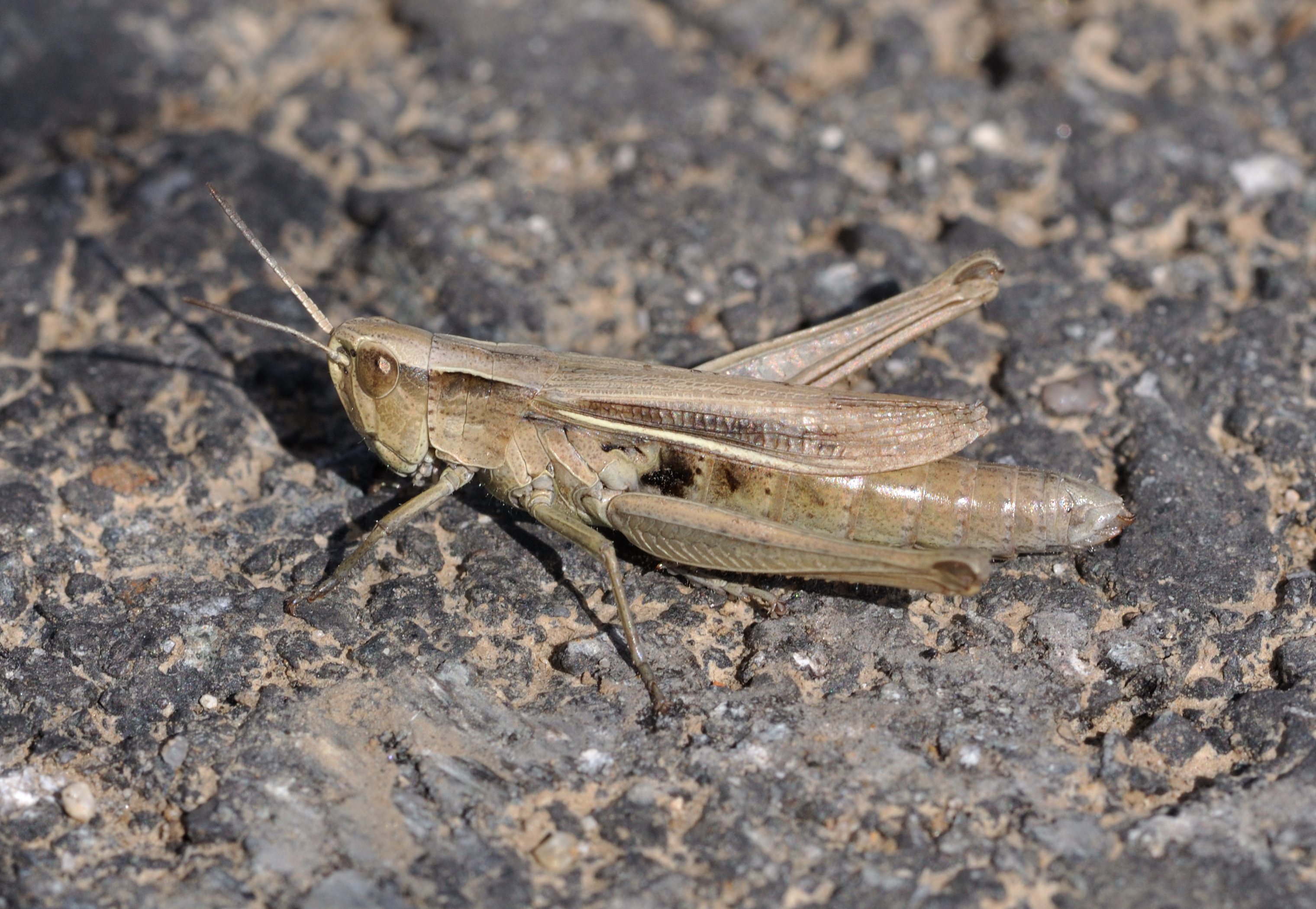
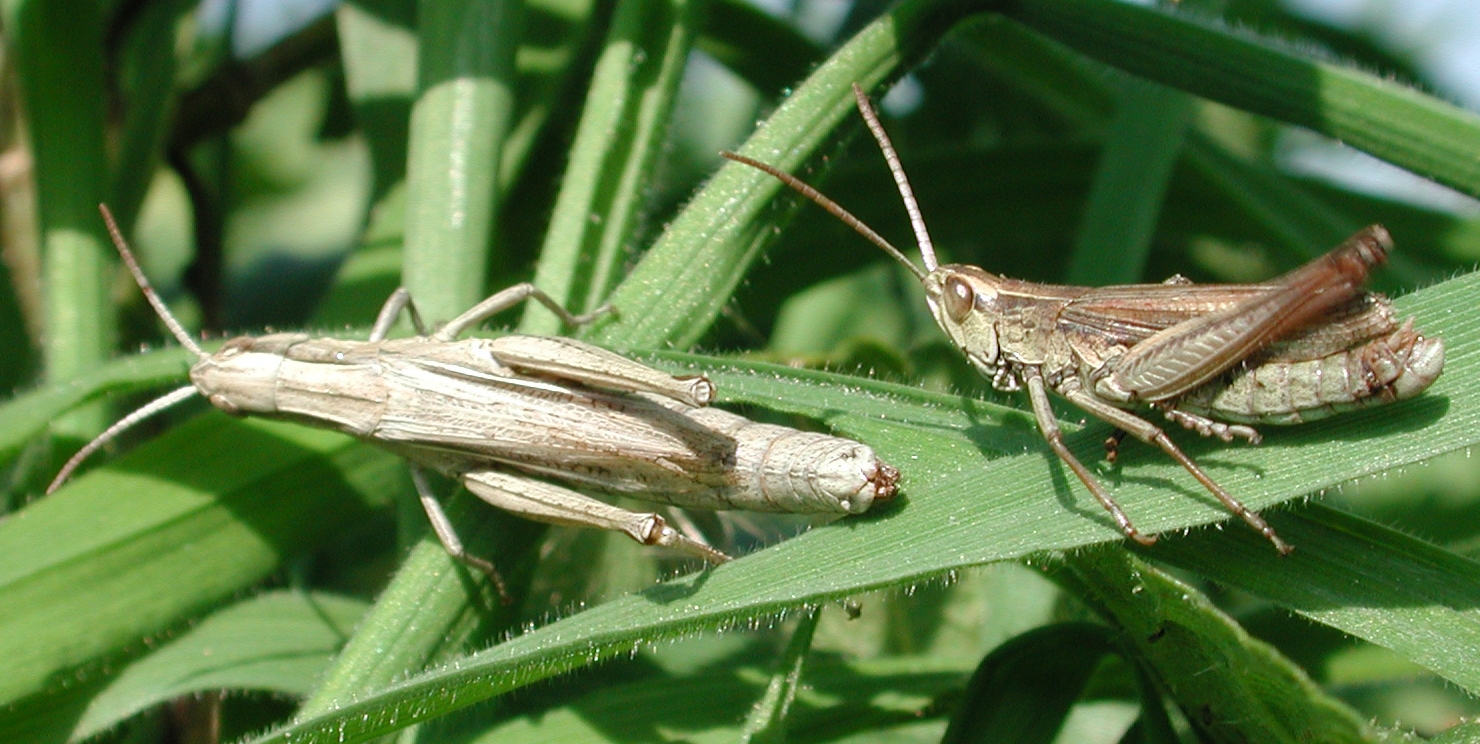
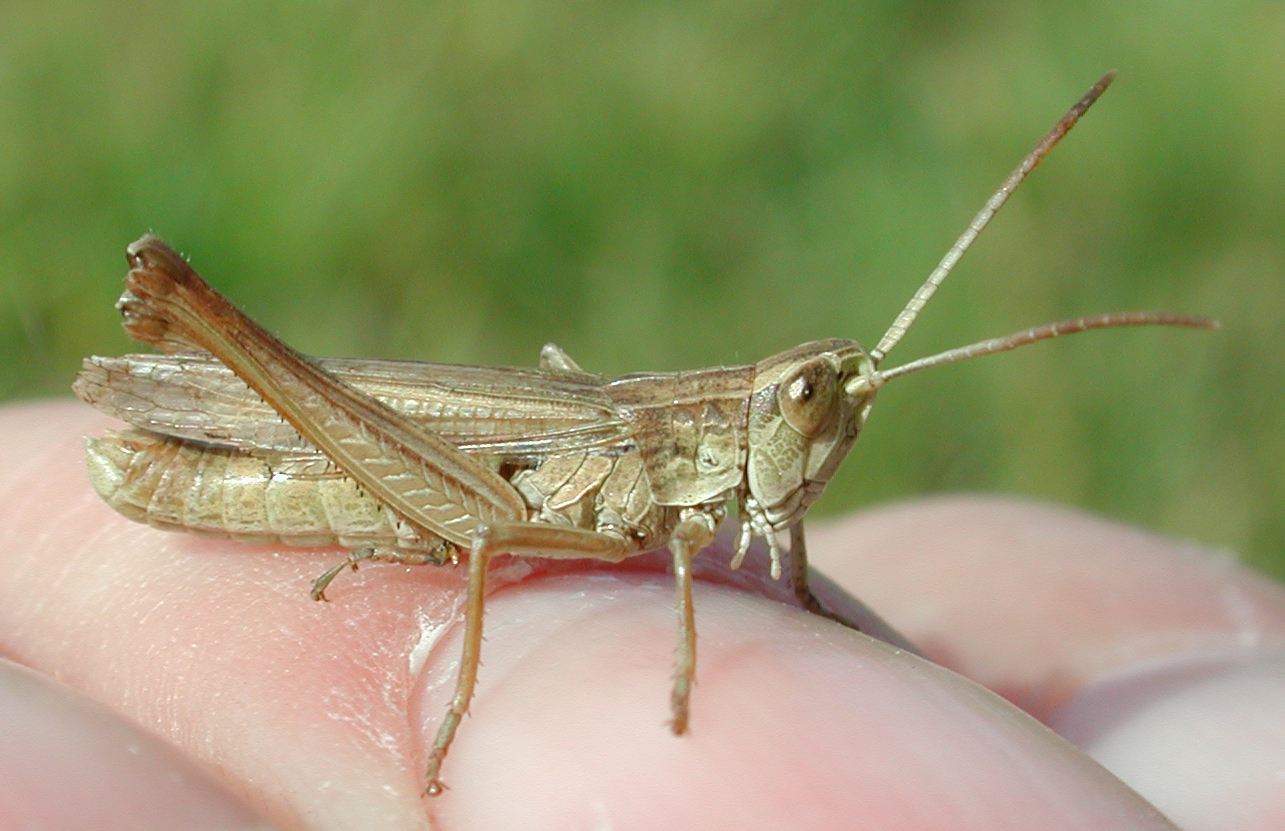
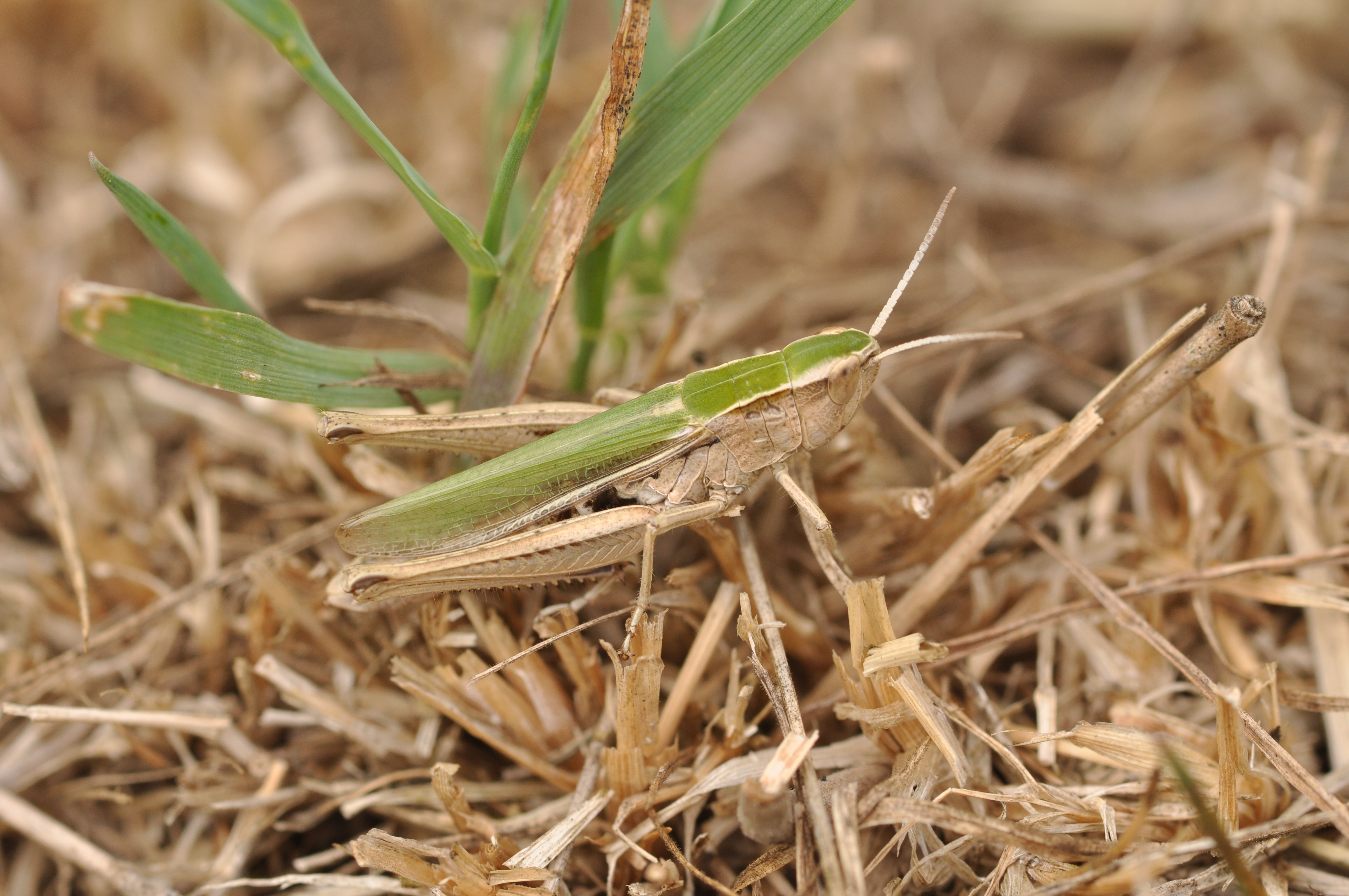

Magyarországon nem védett.